# Euchromadora membranipora
Euchromadora membranipora är en rundmaskart. Euchromadora membranipora ingår i släktet Euchromadora och familjen Chromadoridae. Inga underarter finns listade i Catalogue of Life.